# کشتن ایو
کشتنِ ایو (انگلیسی: Killing Eve) نام مجموعه تلویزیونی بریتانیایی است که فصل اول آن در سال ۲۰۱۸ از شبکهٔ بی‌بی‌سی آمریکا پخش شد. طرح این سریال بر اساس رمان اسم رمز ویلانل (Codename Villanelle) نوشتهٔ لوک جنینگز است.
فصل اول سریال کشتن ایو با استقبال زیادی در بریتانیا و آمریکا روبرو شد و جوایزی چون جایزه پیبادی و جایزهٔ آکادمی بریتانیا برای بهترین سریال درام (از جوایز فیلم بفتا) را کسب کرد. فصل دوم مجموعه در آوریل ۲۰۱۹ پخش شد و پس از موفقیت آن، در ژانویهٔ ۲۰۲۰ این سریال برای فصل‌های سوم و چهارم تمدید شد. پخش فصل سوم این سریال از ۱۲ آوریل ۲۰۲۰ در بی‌بی‌سی آمریکا آغاز شد.
از بازیگران این سریال می‌توان به ساندرا اوه، جودی کومر، نیکلاس گریس و فیونا شو اشاره کرد.

## داستان
اوکسانا استانکووا، یک قاتل زنجیره ای است طبق دستوراتی که به وی داده می‌شود به قتل افراد مختلف با شیوه‌های متفاوت می‌پردازد. مأمور پرونده او فردی با نام ایو پولاستری است که مأمور سازمان اطلاعاتی سرویس اطلاعات مخفی می‌باشد. در حین تحقیق بر روی پرونده، ایو متوجه اشتیاق اوکسانا بر وی می‌شود و این باعث می‌شود با لحظه به لحظه به شناخت قاتل نزدیک و نزدیک تر شود.